# Wölmersen

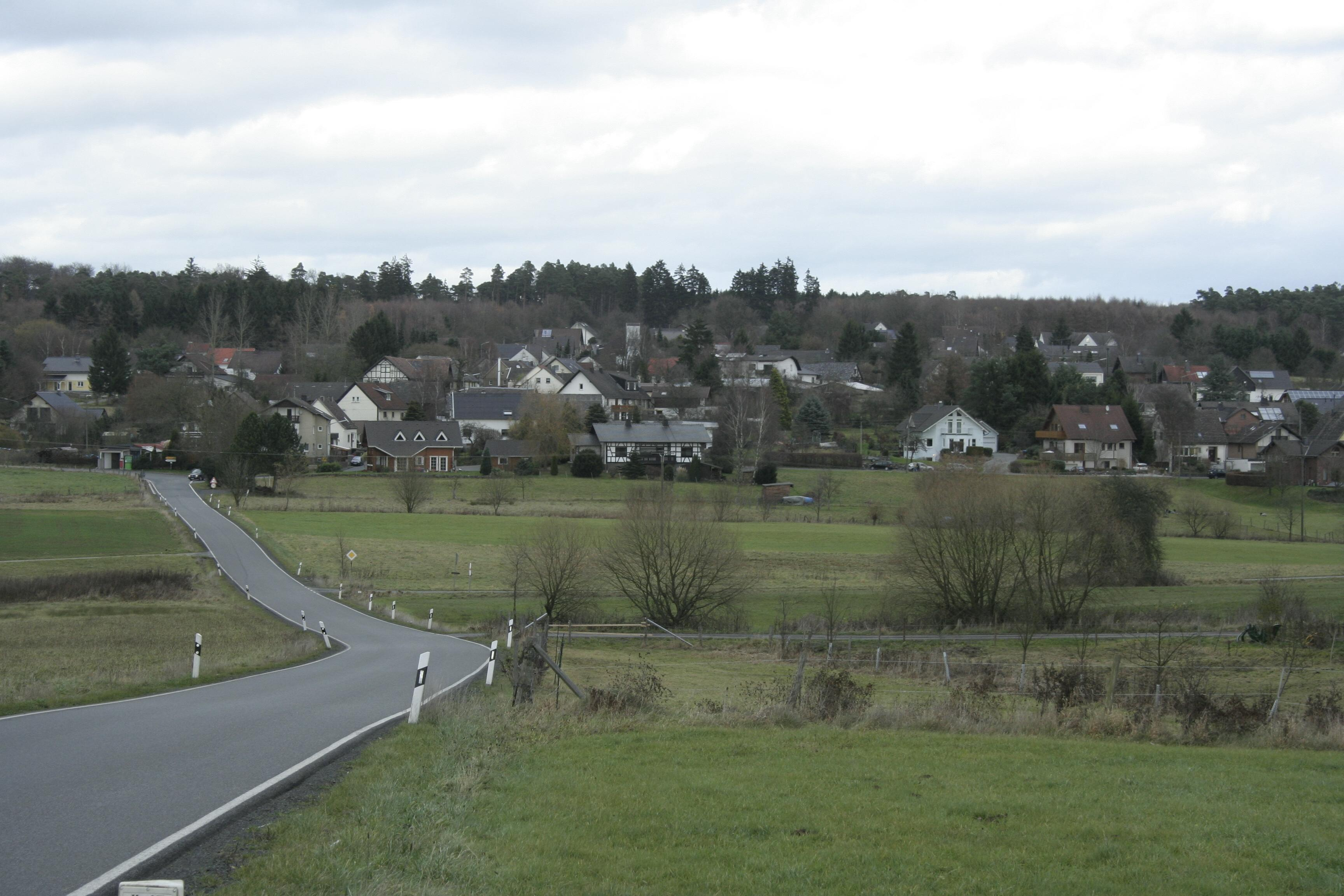
Blick von der B8 über Wölmersen

Wölmersen ist eine Ortsgemeinde im Landkreis Altenkirchen (Westerwald) in Rheinland-Pfalz. Sie gehört der Verbandsgemeinde Altenkirchen-Flammersfeld an.

## Geographische Lage
Wölmersen liegt im Westerwald, nahe der Bundesstraße 8, etwa sieben Kilometer von Altenkirchen entfernt. Nachbargemeinden sind Oberirsen im Nordwesten, Kettenhausen im Südosten und Birnbach im Südwesten.

## Geschichte
Die Gründung der Siedlung wird im 8./9. Jahrhundert vermutet. Die älteste urkundliche Erwähnung Wölmersens stammt aus dem Jahr 1413, als frühe Version des Ortsnamens ist Wilmershuißen belegt. Die ursprüngliche Siedlungsform lässt sich mit den Gewanndörfern vergleichen, wie sie im 9. Jahrhundert angelegt wurden.
Für das Jahr 1620 sind in Wölmersen 15 Räuche (das sind Häuser, Höfe oder Haushaltungen) erwähnt, was in etwa 75 Einwohnern entsprochen haben dürfte.
Bevölkerungsentwicklung
Die Entwicklung der Einwohnerzahl von Wölmersen, die Werte von 1871 bis 1987 beruhen auf Volkszählungen:
| Jahr | Einwohner |
| 1815 | 74        |
| 1835 | 128       |
| 1871 | 166       |
| 1905 | 168       |
| 1939 | 203       |
| 1950 | 223       |

| Jahr | Einwohner |
| 1961 | 232       |
| 1970 | 258       |
| 1987 | 324       |
| 1997 | 423       |
| 2005 | 445       |
| 2023 | 379       |

## Politik

### Gemeinderat
Der Ortsgemeinderat in Wölmersen besteht aus acht Ratsmitgliedern, die bei der Kommunalwahl am 9. Juni 2024 in einer Mehrheitswahl gewählt wurden, und dem ehrenamtlichen Ortsbürgermeister als Vorsitzendem.

### Bürgermeister
Karl-Heinz Huget wurde am 24. August 2024 Ortsbürgermeister von Wölmersen. Da bei der Direktwahl am 9. Juni 2024 kein gültiger Wahlvorschlag eingereicht wurde, oblag die Neuwahl des Bürgermeisters gemäß rheinland-pfälzischer Gemeindeordnung dem Rat, der sich auf seiner konstituierenden Sitzung für Karl-Heinz Huget entschied.
Hugets Vorgänger Thomas Lindner hatte das Amt 2019 übernommen. Da bei der Direktwahl am 26. Mai 2019 ebenfalls kein Bewerber angetreten war, wurde auch er durch den damaligen Gemeinderat gewählt. Vorgänger von Thomas Lindner war Ernst Schüler.

### Wappen
Wölmersen führt seit 2004 ein eigenes Wappen. Das Wappen zeigt den saynschen leopardierten Löwen für die Zugehörigkeit zur früheren Grafschaft Sayn. Die Streifen weisen auf die alte Heerstraße und die Kohlstraße hin und der Ilexzweig gibt einen Hinweis auf den mit der naturgeschützten Stechpalme reich bewachsenen Wald.

## Wirtschaft und Infrastruktur
Am Ort sind mehrere kleine Betriebe mit insgesamt ca. 40 Arbeitsplätzen vorhanden, von denen die meisten vom Missions- und Bildungswerk Neues Leben e. V. bereitgestellt werden. Am Ortsrand befindet sich ein großes Freizeit- und Seminarzentrum des Missions- und Bildungswerks Neues Leben e. V. und der Campus des Theologischen Seminar Rheinland mit seinen Bereichen Medien, Freizeiten, Evangelisation und Diakonie.
Des Weiteren sind in Wölmersen ein landwirtschaftlicher Vollerwerbsbetrieb sowie mehrere Nebenerwerbslandwirte ansässig. Die landwirtschaftlich genutzte Fläche ist in den vergangenen Jahren geringer geworden. Im Ortskern befindet sich ein Gemeindehaus und am Waldrand unterhält die Ortsgemeinde eine Sport- und Freizeitanlage.

## Vereine und Feste
- Jährlich veranstaltet der Fußball-Club Wölmersen eine Sportwoche.
- Der Arbeitskreis für Heimatgeschichte und Brauchtumspflege e. V. sammelt Information zu Ortsgeschichte und -kultur.
- Zum Brauchtum gehören das Aufstellen eines Maibaums, das Eichenfest (ein von der Dorfjugend veranstaltetes Straßen- bzw. Sommerfest), das Sommerfestival des Neues-Leben-Zentrums sowie Martinszug und Martinsfeuer.